# Rubus septifolius
Rubus septifolius es una especie de planta del género Rubus, perteneciente a la familia Rosaceae.

## Taxonomía
Rubus septifolius fue descrita por H. E. Weber en 1981.

## Distribución
Se encuentra en el territorio de Dinamarca y Alemania.